# Campeonato Asiático de Atletismo de 2011 - Revezamento 4x400 m feminino
A prova dos 4 x 400 metros estafetas feminino do Campeonato Asiático de Atletismo de 2011 foi disputada no dia 10 de julho de 2011 no Kobe Universiade Memorial Stadium em Kobe,  no Japão. 

## Recordes
Antes desta competição, os recordes mundiais e do campeonato nesta prova eram os seguintes:
|                       | Nome                                                               | Nacionalidade   | Tempo     | Local   | Data                   |
| --------------------- | ------------------------------------------------------------------ | --------------- | --------- | ------- | ---------------------- |
| Recorde mundial       | Tatyana Ledovskaya, Olga Nazarova Mariya Kulchunova, Olga Bryzgina | União Soviética | 3m 15s 17 | Seul    | 1 de outubro de 1988   |
| Recorde do campeonato | Rajwinder Kaur, Sathi Geetha Chitra K. Soman, Manjeet Kaur         | Índia           | 3m 30s 93 | Incheon | 2005                   |
| Recorde asiático      | Xiaohong An, Xiaoyun Bai Chunying Cao, Yuqin Ma                    | China           | 3m 24s 28 | Pequim  | 13 de setembro de 1993 |

## Medalhistas
| Ouro                                                                 | Prata                                                                          |
| Japão · Sayaka Aoki · Chisato Tanaka · Satomi Kubokura · Miho Shingu | Índia · Mrudula Korada · Jhuma Khatun · Jaisha Orchatteri Puthiya · Tintu Luka |

## Cronograma
Todos os horários são locais (UTC+9).
| Data        | Hora  | Evento |
| ----------- | ----- | ------ |
| 10 de julho | 17:20 | Final  |

## Final
A final da prova ocorreu dia 10 de julho às 17:25. 
| Posição          | Nacionalidade | Atletas                                                                     | Tempo   | Notas |
| ---------------- | ------------- | --------------------------------------------------------------------------- | ------- | ----- |
| Medalha de ouro  | Japão         | Sayaka Aoki, Chisato Tanaka, Satomi Kubokura, Miho Shingu                   | 3:35.00 |       |
| Medalha de prata | Índia         | Mrudula Korada, Jhuma Khatun, Jaisha Orchatteri Puthiya, Tintu Luka         | 3:44.17 |       |
| —                | Cazaquistão   | Tatyana Khadjimuradova, Margarita Matsko, Alexandra Kuzina, Olga Tereshkova | 3:36.61 | DSQ   |
| —                | Iraque        | Alaa Al-Qaysi, Inam Al-Sudani, Gulustan Ieso, Danah Abdulrazzaq             | 3:41.91 | DSQ   |

Legenda
| Recorde mundial       | Recorde mundial (World record)               |                       | Recorde africano                      | Recorde africano (African) |                                           | Q | Classificado por posição (Qualified) |
| Recorde do campeonato | Recorde do campeonato (Championship record)  | Recorde da América    | Recorde da América (Americas)         | q                          | Classificado por melhor tempo (Qualified) |   |                                      |
| Melhor marca do ano   | Melhor marca do ano (World leading)          | Recorde asiático      | Recorde asiático (Asian)              | DNS                        | Não largou (Did not start)                |   |                                      |
| Recorde nacional      | Recorde nacional (National record)           | Recorde europeu       | Recorde europeu (European)            | DNF                        | Não terminou (Did not finish)             |   |                                      |
| Recorde pessoal       | Recorde pessoal do atleta (Personal best)    | Recorde da Oceania    | Recorde da Oceania (Oceania)          | DSQ / DQ                   | Desclassificado (Disqualified)            |   |                                      |
| Recorde da temporada  | Recorde da temporada do atleta (Season best) | Recorde sul-americano | Recorde sul-americano (South America) | NM                         | Sem marca (No mark)                       |   |                                      |